# راه‌آهن دولتی بلغارستان
راه‌آهن دولتی بلغارستان (بلغاری: Български държавни железници) شرکت دولتی ترابری ریلی بلغارستان است، که در سال ۱۸۸۸ تأسیس شد.